# Eucla
Eucla – miejscowość w Australii położona w Australii Zachodniej, będąca najbardziej wysuniętym na wschód osiedlem ludzkim w tym stanie. Około 11 km na wschód od miejscowości przebiega granica z Australią Południową. Eucla leży na nizinie Nullarbor nad Wielką Zatoką Australijską. Przechodzi przez nią ważny szlak tranzytowy w postaci drogi Eyre Highway. W miejscowości mieszka 86 osób.

## Historia
Miejscowość powstała w 1871 roku wokół stacji przekaźnikowej telegrafu transkontynentalnego, która funkcjonowała w tej roli  do roku 1917, tj. do wybudowania nowej linii telegrafu wzdłuż trasy kolejowej Port Augusta – Kalgoorlie – Perth. Po tej dacie prawie opustoszała. Ponownie ożywiła się w czasie II wojny światowej, gdy budowano szosę Eyre Highway, ale w czasach największego rozkwitu liczba jej stałych mieszkańców nie przekroczyła 70. Później ponownie opustoszała, a większość budynków zasypał piasek, gnany wiatrami znad oceanu. W drugiej połowie lat 50. XX w. w osadzie mieszkała tylko jedna rodzina, obsługująca stację benzynową. Kolejna najbliższa stacja benzynowa w Australii Zachodniej znajdowała się wówczas w odległości 560 km, a dziennie przejeżdżało tędy ok. 60 samochodów.